# Isabel Sandoval
Isabel Sandoval est une réalisatrice philippine, née en 1982 à Cebu City.

## Biographie
Isabel Sandoval, femme transgenre, est née en 1982 à Cebu City aux Philippines puis s'est installée aux États-Unis. Jusqu'en 2012, les films qu'elle a réalisés et/ou écrits sont signés sous son deadname, Vincent Sandoval.

## Filmographie

### Courts métrages
- 2009 : Señorita
- 2021 : Shangri-La

### Longs métrages
- 2011 : Señorita
- 2013 : Apparition[2]
- 2019 : Brooklyn Secret

### Télévision
- 2022 : Sur ordre de Dieu (mini-série), épisode 6
- 2022 : Tell Me Lies (série télévisée), saison 1, épisodes 6 et 7
- 2023 : L'Été où je suis devenue jolie (série télévisée), saison 2, épisodes 3 et 4